# جنيفر أوين
جنيفر أوين (بالإنجليزية: Jennifer Owen)‏ هي عالمة حشرات بريطانية، ولدت في 1935 في ليستر في المملكة المتحدة.